# Myroxylon peruiferum
Myroxylon peruiferum L.f. es una especie de árbol de la familia Fabaceae,  se encuentra de forma natural en Mesoamérica y Suramérica.

## Descripción
Árbol de hasta 50 m de altura, peridermis grisácea, hojas imparipinnadas alternas, folíolos alternos, con puntos y rayas translúcidos, y con ápices retusos, flores papilionáceas, frutos samaroides con una o dos semillas reniformes de testa rugosa.

## Taxonomía
El nombre fue publicado por Carlos Linneo el Joven en Supplementum plantarum en 1782.